# Dr. Jim
Dr. Jim er en amerikansk stumfilm fra 1921 af William Worthington.

## Medvirkende
- Frank Mayo som Dr. Jim Keene
- Claire Windsor som Helen Keene
- Oliver Cross som Kenneth Cord
- Stanhope Wheatcroft som Bobby Thorne
- Robert Anderson som Tom Anderson
- Herbert Heyes som Blake
- Gordon Sackville